# Autobusy w Bydgoszczy

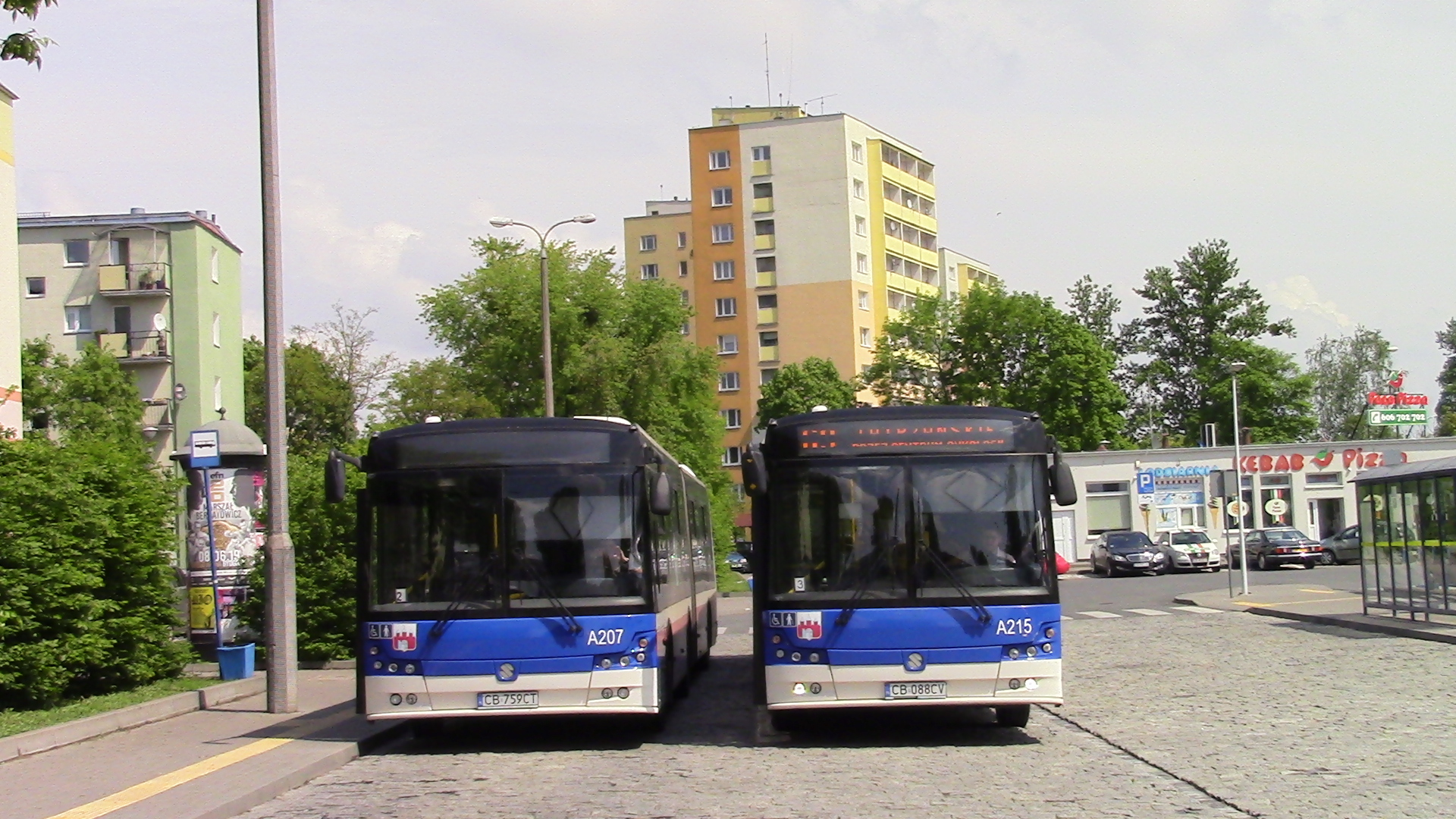
Irex-Trans – Solbus Solcity SM18

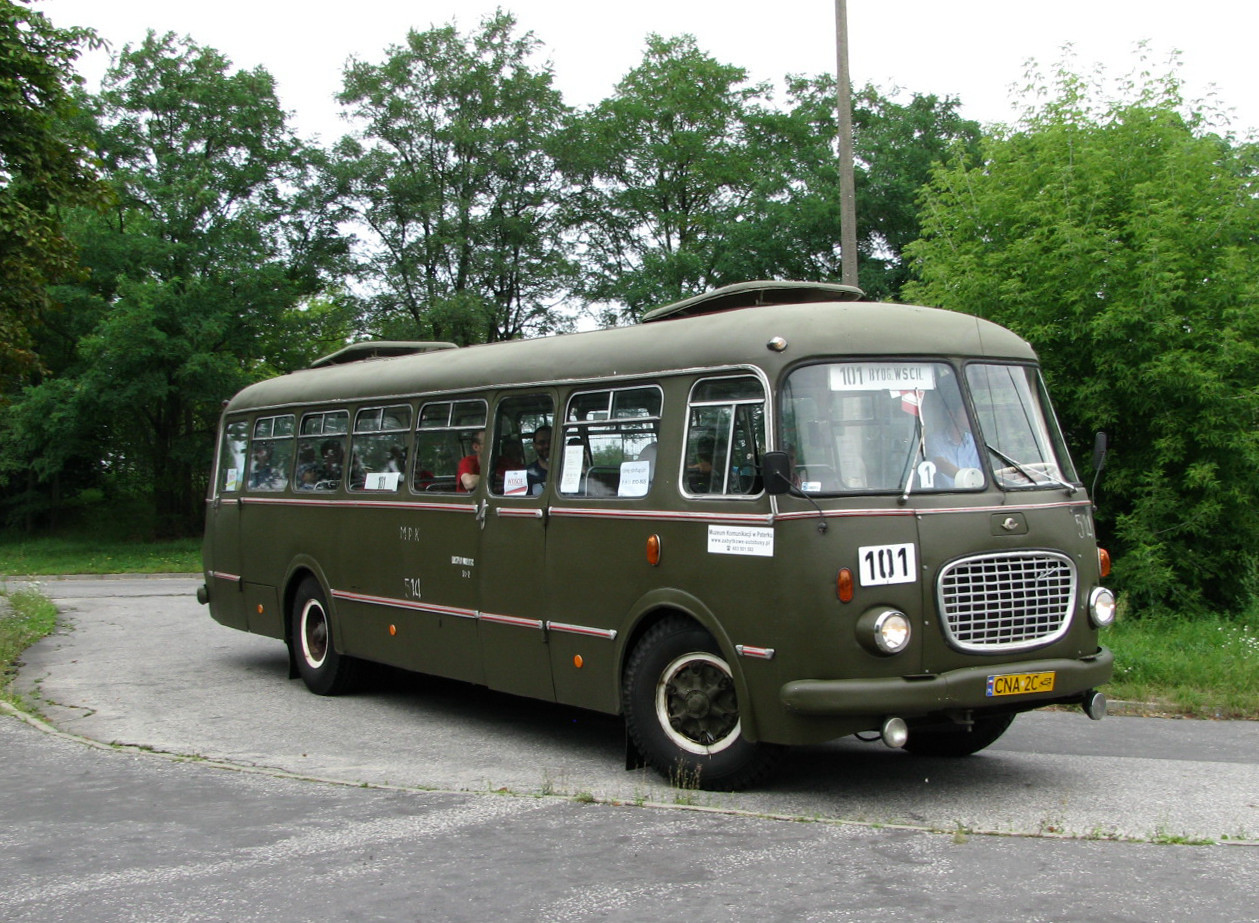
Muzeum Komunikacji w Paterku – Linia Turystyczna

Autobusy w Bydgoszczy – element systemu komunikacyjnego w Bydgoszczy uruchomiony w 1936 roku.

## Historia
Pierwsza linia autobusowa w Bydgoszczy uruchomiona została 10 października 1936 roku. Połączyła Dworzec Główny z osiedlem domków jednorodzinnych przy Szosie Gdańskiej. Dwie kolejne linie uruchomiono w 1937 roku. Zajezdnia autobusowa znajdowała się przy ul. Jagiellońskiej 36.
Na liniach kursowały 4 autobusy marki Polski Fiat 621R.
W 1943 roku okupant sprowadził do Bydgoszczy 5 autobusów marki Büssing NAG, napędzane gazem świetlnym. Uruchomiono 3 regularne linie miejskie.
Po wyzwoleniu Bydgoszczy w roku 1945 autobusy wymagały natychmiastowych remontów. Pierwsza linia połączyła Łęgnowo z Czyżkówkiem. Druga, uruchomiona w 1949 roku połączyła ulicę Szubińską z Osiedlem Leśnym. W kolejnych latach połączenie ze Śródmieściem zyskały Glinki i Jachcice, a w 1955 roku piąta linia ułatwiła komunikację ze Szwederowem. W drugiej połowie dekady w zasięgu komunikacji miejskiej znalazł się Miedzyń i dzielnice wschodnie. Tabor stanowiły wówczas głównie MÁVAGi i Stary N52. W 1958 Bydgoszcz otrzymała pierwsze autobusy marki San H01B.
Budowa osiedla Błonie wyznaczyła kierunek rozwoju komunikacji autobusowej w latach 60. Komunikacją objęta została również Osowa Góra, Opławiec i ulica Przemysłowa, utworzono również pospieszną linię „P” do Fordonu. W 1966 roku uruchomiono pierwszą nocną linię autobusową, 57N.
W 1962 roku wprowadzono nową numerację dla linii autobusowych, od 51 wzwyż.
Początek lat 60. to dalsze dostawy Sanów, w 1966 roku do Bydgoszczy dotarły pierwsze Jelcze 272 MEX. Uruchomiona została również nowa zajezdnia autobusowa przy ulicy Szajnochy. Po roku 1968 na bydgoskie ulice wyjechały pierwsze Sany H100.
Przyłączenie Fordonu do Bydgoszczy wymusiło poprawienie komunikacji z nową dzielnicą. Linia 65 połączyła Fordon z Osiedlem Leśnym. Linia 66 ułatwiła komunikację z budowanymi Wyżynami, a 67 w roku 1977 polepszyła komunikację na Bartodziejach.
Problem zbyt małej pojemności dostarczanych przez pierwszą połowę „dekady Gierka” Jelczy 272 MEX starano się rozwiązać kupując przyczepy doczepiane do autobusów. W roku 1977 dostarczono do Bydgoszczy pierwsze Jelcze PR110 „Berliety”.
W roku 1980 rozpoczęło się wprowadzanie komunikacji autobusowej w rejon Nowego Fordonu, poprawiono również komunikację z Osową Górą. Utworzono również linię 69 łączącą osiedle Błonie z nowymi fordońskimi osiedlami. Linią pospieszną ułatwiono dojazd z centrum do Akademii Techniczno- Rolniczej. Rozpoczęto budowę nowej zajezdni autobusowej przy ul. Inowrocławskiej.
Lata 80. upłynęły pod znakiem dużych dostaw pojemnych Ikarusów 260 i 280, oraz Jelczy M11.
Pierwsza połowa lat 90. dekada upłynęła pod znakiem rozpaczliwych prób zastąpienia będących w kiepskim stanie Ikarusów i Jelczy. W 1994 roku dostarczono ostatnie pojazdy z Węgier. W 1996 wyrusza na trasę pierwszy autobus niskopodłogowy w Bydgoszczy – Jelcz M121MB. Duże zakupy nowoczesnego taboru miały miejsce na przełomie dekad, zakupiono ponad 100 niskopodłogowych autobusów marki Volvo i Jelcz M181MB oraz kilka MAN-ów.
Pierwsze 10-lecie XXI wieku to duże dostawy autobusów marki Mercedes Conecto i Mercedes Citaro. Dzięki przejęciu linii 69 przez firmę Mobilis z nowymi pojazdami Solaris Urbino 18, możliwe stało się wycofanie z Bydgoszczy Ikarusów w 2008 roku, natomiast w 2010 roku kolejna dostawa Mercedesów pozwoliła na wycofanie z eksploatacji ostatnich Jelczów.
W roku 2012 i 2013 MZK Bydgoszcz zakupiły autobusy Solaris Urbino (Urbino 8.6, 12, 18), które zastąpiły autobusy Volvo.
W sierpniu i wrześniu 2014 roku dotarło siedem kolejnych autobusów przegubowych Solaris Urbino.
W 2015 i 2016 dotarły kolejne autobusy Solaris Urbino, które wyposażone zostały w porty USB umożliwiające ładowanie urządzeń mobilnych oraz wydzielone dojście do kokpitu przez kierowcę.
24 września 2016 roku odbył się zlot autobusów na Starym Rynku. Miało to związek z 80. rocznicą uruchomienia komunikacji autobusowej w Bydgoszczy.
Na początku lutego 2017 roku dotarło 11 autobusów Mercedes Conecto (10 niskopodłogowych i 1 przegubowy; wartość kontraktu 14,3 mln zł). W lipcu 2018 MZK Bydgoszcz ogłosiło kolejny przetarg na dostawę do 23 kwietnia 2019 roku 11 niskopodłogowych autobusów przegubowych z klimatyzacją, WiFi i monitoringiem wewnętrznym o szacowanej wartości zamówienia 16,236 mln zł. Przetarg wygrała firma EvoBus (przedstawiciel Mercedesa) z kwotą 15,845 mln zł; swoją ofertę złożył również Solaris (16,362 mln zł), a umowę na dostawę podpisano 11 września 2018.
W lutym 2020 zakończono eksploatację autobusów wysokopodłogowych, ostatnimi pojazdami o takiej konstrukcji były Mercedesy Conecto. Od 1 marca 2020 komunikacja autobusowa realizowana jest wyłącznie pojazdami niskopodłogowymi.
Latem 2020 flota MZK powiększyła się o kolejnych 8 autobusów (5 przegubowych i 3 standardowe), dostarczonych w wyniku przetargu rozstrzygniętego w lutym tego roku. Jego zwycięzcą z ceną niespełna 18 mln zł została spółka Solaris z Bolechowa, której pojazdy (w sumie 74) od dawna kursowały po bydgoskich ulicach.
24 czerwca 2022 z powodu protestu kierowców i pracowników MZK na ulice nie wyjechał żaden pojazd należący do tejże spółki.

## Współczesność
W Bydgoszczy funkcjonuje 45 linii administrowanych przez Zarząd Dróg Miejskich i Komunikacji Publicznej (czerwiec 2021). Wśród nich znajduje się:
- 30 linii dziennych zwykłych
- 11 linii dziennych międzygminnych (w tym: jedna sezonowa)
- 6 linii nocnych

W godzinach szczytu na ulicach miasta kursuje 96 wozów przegubowych i 81 wozów standardowych.
Linie 56, 62, 80 i 36N nieznacznie wykraczają poza granice administracyjne miasta, ale pomimo tego znajdują się w całości w I strefie opłat. Na realizację połączeń autobusowych miasto w 2021 roku przewidziało 122,5 mln zł.
Przewoźnikami są:
- Miejskie Zakłady Komunikacyjne w Bydgoszczy (36 linii)
- Mobilis (11 linii)
- Muzeum Komunikacji w Paterku (2 linie turystyczne, 2021 nie funkcjonowały)

W 2021 ogłoszono przetarg na świadczenie usług przewozowych w l. 2023-2031 na 11 liniach (51, 53, 55, 56, 58, 62, 67, 69, 73, 76 i 85). Wymagana będzie realizacja usług 45 fabrycznie nowymi autobusami niskopodłogowymi (w tym 19 przegubowymi), wyposażonymi m.in. w klimatyzację, system wi-fi, system ITS, monitoring wizyjny, system zapowiedzi głosowych, system elektronicznych podświetlanych tablic i porty USB do ładowania urządzeń mobilnych. Przegubowce mają zabrać na pokład minimum 135 pasażerów, a wozy krótkie co najmniej 90 pasażerów. 25 listopada 2021 podpisano umowę ze zwycięzcą przetargu – warszawskim Mobilisem, który zaoferował wykonanie zamówienia za kwotę ponad 26 mln zł rocznie przy stawkach 7,33 zł za kilometr dla autobusów przegubowych i 6,25 zł dla standardowych (wielkości te podlegać będą waloryzacji).

## Tabor[14]
| Nazwa przewoźnika | Model                         | Liczba |
| ----------------- | ----------------------------- | ------ |
| MZK Bydgoszcz     | MAN Lion's City 18E           | 21     |
| MZK Bydgoszcz     | MAN Lion's City 12E           | 9      |
| MZK Bydgoszcz     | Mercedes Conecto G            | 11     |
| MZK Bydgoszcz     | Mercedes Benz 628 B01 Conecto | 10     |
| MZK Bydgoszcz     | Mercedes Benz 628 B02 Conecto | 39     |
| MZK Bydgoszcz     | Solaris Urbino 8.6            | 2      |
| MZK Bydgoszcz     | Solaris Urbino 12             | 47     |
| MZK Bydgoszcz     | Solaris Urbino 18             | 25     |
| Wszystkie pojazdy | Wszystkie pojazdy             | 164    |

| 1 stycznia 2008-31 sierpnia 2014, od 1 stycznia 2023 | 1 stycznia 2008-31 sierpnia 2014, od 1 stycznia 2023 | 1 stycznia 2008-31 sierpnia 2014, od 1 stycznia 2023 |
| Nazwa przewożnika                                    | Model                                                | Liczba                                               |
| ---------------------------------------------------- | ---------------------------------------------------- | ---------------------------------------------------- |
| Mobilis                                              | Solaris Urbino 18                                    |                                                      |
| Mobilis                                              | Mercedes-Benz Conecto 12m                            | 28                                                   |
| Mobilis                                              | Mercedes-Benz Conecto 18m                            | 21                                                   |
| Wszystkie pojazdy                                    | Wszystkie pojazdy                                    | 49                                                   |

| 1 września 2014-31 grudnia 2022 | 1 września 2014-31 grudnia 2022 | 1 września 2014-31 grudnia 2022 |
| Nazwa przewoźnika               | Model                           | Liczba                          |
| ------------------------------- | ------------------------------- | ------------------------------- |
| Irex-Trans                      | Solbus Solcity SM12             | 28                              |
| Irex-Trans                      | Solbus Solcity SM18             | 22                              |
| Wszystkie pojazdy               | Wszystkie pojazdy               | 51                              |

### Zabytkowy
| Nazwa przewoźnika                                                   | Model              | Liczba |
| ------------------------------------------------------------------- | ------------------ | ------ |
| Muzeum Komunikacji w Paterku                                        | Ikarus 280.26      | 1      |
| Muzeum Komunikacji w Paterku                                        | Ikarus 280.70E     | 1      |
| Muzeum Komunikacji w Paterku                                        | Jelcz 706 RTO      | 1      |
| Muzeum Komunikacji w Paterku                                        | Jelcz 043          | 2      |
| Muzeum Komunikacji w Paterku                                        | Jelcz M11          | 1      |
| Stowarzyszenie na rzecz rozwoju transportu publicznego w Bydgoszczy | Mercedes-Benz O305 | 1      |

## Pozostali operatorzy
Od 1 września 2014 roku do 31 grudnia 2022 roku Irex-Trans był operatorem komunikacji miejskiej w Bydgoszczy. 29 grudnia 2016 roku KDD Trans zmieniło nazwę na Irex-Trans. Od 1 stycznia 2008 do 31 sierpnia 2014 roku Mobilis był operatorem komunikacji, oraz od 1 stycznia 2023 do 31 grudnia 2031 roku jest nim ponownie. Autobusy MAZ 226 zostały wypożyczone do PKS Grodzisk Mazowiecki, obsługują komunikację miejską w Ząbkach koło Warszawy.

## Zajezdnie autobusowe
Największa zajezdnia autobusowa w mieście należąca do MZK Bydgoszcz znajduje się na ulicy Inowrocławskiej na osiedlu Szwederowo.
Do 2009 roku istniała również zajezdnia należąca do MZK Bydgoszcz przy ul. Szajnochy, oddana do użytku w roku 1966. Jej teren został sprzedany w 2012 roku pod budowę Castoramy, którą otwarto 12 czerwca 2019.
Własną zajezdnię posiada firma Irex-Trans położona jest na ulicy Mokrej 3.
Firma Mobilis korzysta z usług firmy ANPOL, która zarządza placem oraz zapleczem technicznym przy ulicy Toruńskiej 147.